# Gelbe Kräuselspinne
Die Gelbe Kräuselspinne (Nigma flavescens), auch Gelbliche Lauerspinne genannt, ist eine Webspinne aus der Familie Kräuselspinnen (Dictynidae). Sie ist in weiten Teilen Europas verbreitet.

## Merkmale
Die Körperlänge der Gelben Kräuselspinne beträgt 2,5 bis 4 Millimeter. Die Weibchen sind meist größer als die Männchen.
Der Vorderkörper (Prosoma) ist oberseits bei beiden Geschlechtern rotbraun gefärbt und beim Weibchen von einem breiten, hellen Rand eingefasst. Brustplatte Sternum und Cheliceren sind gelblich braun. Die Cheliceren der Männchen weisen im oberen Teil einen breiten Höcker auf.
Der Hinterleib (Opisthosoma) und die Beine sind beim Weibchen hellgelblich bis hellbraun gefärbt. Dorsal zeigt der Hinterleib eine feine, netzförmige Aderung und ein hellbraunes, undeutlich begrenztes, manchmal herzförmiges Mal. Diese Zeichnung ist oft nur schwach sichtbar, besonders bei dunkleren Exemplaren. Teilweise ist das Opisthosoma mit weißen Härchen überzogen, wodurch sich weiße Querbänder oder Reihen von weißen Flecken ergeben können. Der Hinterleib des Männchens ist wie dessen Beine rotbraun gefärbt.
Wie bei allen Arten der Gattung Nigma ist auch bei der Gelben Kräuselspinne das Cribellum durch eine Längsbrücke in zwei Hälften geteilt.

### Ähnliche Arten
Die Zeichnung auf dem Hinterkörper der Weibchen ähnelt jener der verwandten Grünen Kräuselspinne (Nigma walckenaeri), welche jedoch grün gefärbt und etwas größer ist. Die Männchen der Gelben Kräuselspinne sind von denen der Art Nigma puella nur durch genitalmorphologische Untersuchungen sicher zu unterscheiden. Die Weibchen von Nigma puella sind hingegen lebhaft gelblich bis weißlich gefärbt, mit einem rötlichen Mal auf dem Rücken des Hinterleibs. Nigma puella kommt allerdings in Deutschland seltener vor, ist jedoch auf den britischen Inseln häufig.

## Vorkommen
Die Gelbe Kräuselspinne kommt auf den Blättern von Laubbäumen, beispielsweise auf Eichen, aber auch an Waldrändern und auf Lichtungen auf Stauden und höheren Gräsern vor. Die Art ist im südlichen Europa häufiger als im Norden. In Skandinavien, dem Baltikum fehlt sie, von den Britischen Inseln liegt nur ein Nachweis vor, der sich später als fehlbestimmt herausstellte. Adulte Männchen findet man im Mai und Juni, die Weibchen sind noch bis in den August hinein in ihren Netzen aktiv.

## Lebensweise
Auf der Blattoberseite, nahe der Blattbasis, baut die Spinne ihren zeltdachartigen Schlupfwinkel. Die Öffnung weist zur Blattspitze. Von hier aus werden die Lauffäden und dazwischen die cribellaten Fangfäden zickzackförmig ausgespannt. Auch größere Insekten wie z. B. mittelgroße Fliegen werden von diesen Kräuselfäden festgehalten und dienen der Spinne als Nahrung. Das flache Netz auf der Blattspreite ähnelt dem von Nigma walckenaeri. Der linsenförmige Eikokon wird auf dem Zeltdach oder dicht daneben deponiert.